# Cura Carpignano
Cura Carpignano là một đô thị ở tỉnh Pavia trong vùng Lombardia của Ý, có cự ly khoảng 30 km về phía nam của Milan và khoảng 9 km về phía đông bắc của Pavia. Tại thời điểm ngày 31 tháng 12 năm 2004, đô thị này có dân số 2.703 người và diện tích là 10,7 km².
Cura Carpignano giáp các đô thị sau: Albuzzano, Pavia, Roncaro, Sant'Alessio con Vialone, Valle Salimbene, Vistarino.